# Badminton-U15-Europameisterschaft 2020
Die Badminton-U15-Europameisterschaft 2020 fand vom 14. bis zum 16. Februar 2020 in Liévin in Frankreich statt. Es war die vierte Auflage der Titelkämpfe.

## Sieger und Platzierte
| Disziplin    | Gold                                      | Silber                             | Bronze                             |
| ------------ | ----------------------------------------- | ---------------------------------- | ---------------------------------- |
| Herreneinzel | Romeo Makboul                             | Dillon Chong                       | William Bøgebjerg                  |
| Herreneinzel | Romeo Makboul                             | Dillon Chong                       | Filip Swahn                        |
| Dameneinzel  | Nella Nyqvist                             | Ravza Bodur                        | Galina Mezentseva                  |
| Dameneinzel  | Nella Nyqvist                             | Ravza Bodur                        | Kaloyana Nalbantova                |
| Herrendoppel | William Bøgebjerg Robert Nebel            | Yaroslav Martynov Aleksei Zaev     | Mads Andersson Otto Reiler         |
| Herrendoppel | William Bøgebjerg Robert Nebel            | Yaroslav Martynov Aleksei Zaev     | Romeo Makboul Filip Swahn          |
| Damendoppel  | Anna-Sofie Nielsen Maria Højlund Tommerup | Clemence Gaudreau Camille Pognante | Ravza Bodur Tugce Damar            |
| Damendoppel  | Anna-Sofie Nielsen Maria Højlund Tommerup | Clemence Gaudreau Camille Pognante | Polina Mastiaeva Galina Mezentseva |
| Mixed        | Yaroslav Martynov Daria Kharlampovich     | Robert Nebel Anna-Sofie Nielsen    | Buğra Aktaş Sinem Yıldız           |
| Mixed        | Yaroslav Martynov Daria Kharlampovich     | Robert Nebel Anna-Sofie Nielsen    | Erwan Hamel Elsa Jacob             |